# Nzema (langue)
Cet article concerne la langue nzema. Pour le peuple nzema, voir Nzema (peuple).
Le nzema , nzéma, nzima ou l’appolo est la langue native du peuple Nzema (ou Appolos).  Elle fait partie du sous-groupe des langues kwa. Elle est parlée au sud-ouest du Ghana et au sud-est de la Côte d’Ivoire, le long de la côte atlantique, par près de 350 000 personnes. Elle est proche du baoulé et de l’agni.

## Écriture
| Majuscules | A | B | D | Ɛ | E | F | G | H | I | K | L | M | N | Ɔ | O | P | R | S | T | U | V | W | Y | Z |
| Minuscules | a | b | d | ɛ | e | f | g | h | i | k | l | m | n | ɔ | o | p | r | s | t | u | v | w | y | z |